# Mario Amaya
Mario Anthony Amaya (6 de octubre de 1933 – 29 de junio de 1986) fue un crítico de arte, director y editor de revistas y director del Centro Cultural de Nueva York (1972-1976) y del Museo Chrysler en Norfolk, Virginia (1976-1979). Fue director y curador de la Galería de Arte de Ontario (1969-1972) y el fundador y editor de la revista londinense Art and Artists. Estudió varios años con el artista Mark Rothko.

## Biografía
Amaya nació en Brooklyn en 1933. Tras graduarse por el College de Brooklyn de la Universidad de la Ciudad de Nueva York, en 1958 se fue a Inglaterra y se convirtió en editor ayudante de la revista About the House, de la Royal Opera House entre 1962 y 1968. Más tarde, fue editor y fundador de la revista Art and Artists en el período 1965-1968. También escribió libros sobre arte, como el titulado Pop Art: Una Encuesta de el Nuevo Super Realismo (1965), Art Nouveau (1966) o Cristal de Tiffany (1967).
El 3 de junio de 1968, Amaya fue objeto de un atentado. En efecto, estando en la oficina del pintor Andy Warhol cuando feministas radicales, Valerie Solanas entre ellas, abrieron fuego y dispararon contra él y contra Warhol. Amaya, de 34 años, fue ingresado en un hospital por sus heridas de bala en la espalda.

## Trabajo Curatorial
Organizador de importantes exposiciones de arte contemporáneo, entre otras fue comisario de las exposiciones siguientes: "Realism Now" (1972), "Blacks: USA" (1973), "Women Choose Women" (1973) y "Bouguereau" (en colaboración con Robert Isaacson, 1975). También organizó una retrospectiva del fotógrafo Man Ray (1975). Cuando se convirtió en director del Centro Cultural de Nueva York en 1972, ayudó a fortalecer la posición del Centro como uno de los museos más animados de la ciudad en ese momento. Amaya usó su puesto en el Centro Cultural para albergar más de 150 espectáculos en tres años. Amaya también colaboró con muchas galerías, dio conferencias y actuó como profesor visitante en la Universidad de Buffalo.

## Muerte
Murió de complicaciones de SIDA en 29 de junio de 1986, en el hospital de Kensington and Chelsea, Londres, a la edad de 52 años.